# Gojira
Gojira je francuski heavy metal sastav osnovan 1996. u Bayonneu. Do 2001., sastav je nosio ime Godzilla.
Još od osnutka, postavu čine ista četiri člana; braća Joe i Mario Duplantier, Christian Andreu i Jean-Michel Labadie. Do
sada su objavili četiri studijska albuma, a tekstovi njihovih pjesama najčešće su vezani uz ekologiju.

## Povijest sastava

### Počeci iTerra Incognita(1996. – 2002.)
Sastav su 1996. pod imenom Godzilla u Bayonneu osnovali pjevač i gitarist Joe Duplantier, njegov brat bubnjar Mario, gitarist Christian Andreu, te basist Jean-Michel Labadie. Nakon nekoliko turneja, 1998. godine objavljuju svoju prvu demosnimku
Possessed. 
Ubrzo su počeli nasupati sa sastavima Cannibal Corpse, Edge of Sanity, Impaled Nazarene i Immortal. Zbog autorskih prava, 2001. su morali promijenti ime. Sastav se odlučio za ime Gojira, rōmaji transliteraciju imena
fiktivnog čudovišta Godzilla. Iste godine, pod novim imenom objavljuju svoj debitantski studijski album Terra Incognita.

### The LinkiFrom Mars to Sirius(2003. – 2007.)
Godine 2003. objavljuju svoj drugi studijski album The Link, koji je reizdan 2007. Nakon uspjeha prva dva albuma, 19. svibnja 2004. objavljuju DVD The Link Alive s nastupa u Bordeauxu. 
Sastav 2005. potpisuje za izdavačku kuću Listenable Records, te objavljuju svoj treći studijski album From Mars to Sirius.
Krajem 2006., nastupali su uz sastav Children of Bodom na njihovoj američkoj turneji, te uz sastav Trivium na njihovoj europskoj turneji 2007.

### Cavalera Conspiracy,The Way of All FleshiL'Enfant sauvage(2008. – danas)
Godine 2008., Joea Duplaniteara su osnivači brazilskog metal sastava Sepultura, braća Max i Igor Cavalera, pozvali da se pridruži njihovom novom sastavu Cavalera Conspiracy kao basist. Duplaniter je prihvatio, te je s njima snimio album Inflikted, koji je objavljen u ožujku 2008., te je nastupao na nadolazećoj turneji.
Svoj zasada posljednji studijski album The Way of All Flesh objavljuju 14. listopada 2008. Joe Duplantier je izjavio da je album "mnogo mračniji i nasilniji od prethodnih". Dana 17. ožujka 2009. sastav je objavio da kreće na svoju prvu sjevernoameričku turneju, koja je započela 1. svibnja u Springfieldu u Virginiji, a završila 28. svibnja u Dallasu. Uz njih su nastupali sastavi The Chariot i Car Bomb. Godine 2012. povodom europske turneje, po prvi put su nastupili u Hrvatskoj, na Rokaj Festu u Zagrebu, a nedugo nakon toga objavljuju svoj peti studijski album L'Enfant sauvage, a 2013. split album uživo sa Kvelertakom. Svoj zasada posljednji album, nazvan Magma, objavili su 2016. godine.

## Žanr i teme pjesama
Zbog miješanja mnogih stilova, žanr Gojire je teško klasificirati. Najčešće ih se povezuje s death thrash, progresivnim i groove metalom. Također, uspoređuje ih se sa sastavima Meshuggah, Mastodon, Sepultura, Neurosis i Morbid Angel. Na sastav su utjecali i heavy metal sastavi Death, Morbid Angel, Meshuggah, Metallica, Tool, i Neurosis.
Zanimanje članovi sastava za prirodu potaklo je to što su odrasli u gradiću Bayonneu, kojeg okružuju seoski pejzaži te razvedena obala. U svojim pjesmama iskazuju svoj duhovna uvjerenja, te zabrinutost za okoliš.

## Članovi sastava
- Joe Duplantier − vokal, gitara (1996. – )
- Mario Duplantier − bubnjevi (1996. – )
- Christian Andreu − gitara (1996. – )
- Jean-Michel Labadie − bas-gitara (1996. – )

- Hellfest 2013
- Christian Andreu
- Jean-Michel Labadie
- Joseph Duplantier
- Mario Duplantier

## Diskografija
Studijski albumi
- Terra Incognita (2001.)
- The Link (2003.)
- From Mars to Sirius (2005.)
- The Way of All Flesh (2008.)
- L'Enfant sauvage (2012.)
- Magma (2016.)
- Fortitude (2021.)

Koncertni albumi
- The Link Alive (2004.)
- The Flesh Alive (2012.)
- Les Enfants sauvages (2014.)

Demo uradci
- Victim (1996.)
- Possessed (1997.)
- Saturate (1999.)
- Wisdom Comes (1999.)

## Vanjske poveznice
- Službena stranica
- Gojira na MySpace-u